# Micro Macro
Micro Macro was een Vlaams spelprogramma dat voor het eerst op de Belgische Radio en Televisie te zien was in 1975. De presentatie werd verzorgd door Marc Van Poucke en na 1981 door Armand Pien. "Micro Macro" liep tot 1983. De laatste "Mini Micro Macro" werd uitgezonden op 23 mei 1983.
In dit spelprogramma kregen de kandidaten een close-up van een afbeelding te zien, waarbij zij dan moesten raden wat de afbeelding voorstelde. Nadat alle kandidaten hun antwoord hadden gegeven zoomde men de afbeelding uit en kon men zien wat er werkelijk afgebeeld stond.
De BRT koos dit programma in 1978 uit voor een experiment met interactieve televisie. De productie van "Micro Macro" was in handen van Guido Depraetere.

## Trivia
In het Urbanusalbum Urbanus op Uranus (1984) belt Urbanus naar de televisie met een vraag. Men denkt daar echter dat hij wil deelnemen aan "Micro Macro" en toont hem een afbeelding van wat in eerste instantie op het lichaam van een naakte vrouw lijkt, maar na het uitzoomen het gezicht van een poedel blijkt zijn.

## Meer informatie
- ADRIAENS, Manu, "Blijven kijken! 50 jaar televisie in Vlaanderen", Uitgeverij Lannoo, Tielt, 2003, blz. 157.